# Skip Novak
Skip Novak (* 1952 in Chicago) ist ein amerikanischer Segler, Bergsteiger und Autor. Er hat bisher an vier Whitbread-Round-The-World-Rennen teilgenommen. Mit seinen beiden Schiffen Pelagic und Pelagic Australis bereist er regelmäßig die hohen südlichen Breiten. Daneben schreibt er Artikel für Fachzeitschriften, unter anderem über Sturmtaktiken auf Segelyachten.
Neben der Teilnahme an den Whitbread-Round-the-World-Rennen (heute The Ocean Race) nahm er an diversen weiteren Regatten mit großen und sehr großen Schiffen teil. Er war Skipper an Bord Simon Le Bon’s Maxi-Yacht Drum als diese beim Fastnet Race 1985 spektakulär ihren Kiel verlor und kenterte. Damals wurde durch großes Glück niemand ernsthaft verletzt. Nur einen Monat nach diesem Unfall startete er dennoch mit diesem Schiff zur Weltumsegelungsregatta und belegte 1985 den dritten Rang nach gesegelter Zeit.

## Ehrungen
- 2015 wurde Skip Novak mit der prestigeträchtigen Blue Water Medal des Cruising Club of America für seine lebenslangen Reiseleistungen in hohen Breitengrade ausgezeichnet.
- 2016 wurde er vom Royal Cruising Club of London mit dem Tilman Award für seine Pionierarbeit bei Segelexpeditionen in die Antarktis ausgezeichnet.
- 2023 wurde er Mitglied der Cape Horn Hall of Fame für fünf Weltumsegelungen über Kap Horn.